# 斯普林加普 (馬里蘭州)
斯普林加普（英語：Spring Gap）是位於美國馬里蘭州亞利加尼縣的一個普查規定居民點。

## 人口
根據2020年美國人口普查的數據，斯普林加普的面積為1.68平方千米，當中陸地面積為1.68平方千米，而水域面積為0.00平方千米。當地共有人口52人，而人口密度為每平方千米30.95人。